# Gymnopilus subpenetrans
Gymnopilus subpenetrans là một loài nấm thuộc họ Cortinariaceae.